# Flinderskette
Die Flinderskette (englisch Flinders Ranges) ist ein Gebirgszug im Südosten des australischen Bundesstaates South Australia (Südaustralien), der sich fast 500 km in nordsüdliche Richtung erstreckt. In dieser Region liegen drei Nationalparks: Mount-Remarkable-Nationalpark im Süden, den Vulkathunha-Gammon-Ranges-Nationalpark im Norden und im Zentrum ist die Flinderskette namensgebend für den Ikara-Flinderskette-Nationalpark (engl. Ikara-Flinders Ranges National Park), ein 912 km² großes Naturschutzgebiet.
Die Flinders Ranges haben ihren Namen nach Captain Matthew Flinders (1774–1814), der in Lincolnshire geboren wurde. Der Britischen Marine trat er 1789 bei. Unter Captain Bligh erreichte er 1795 Sydeney. Von 1801 bis 1803 umrundete er Australien und hat die Küstenlinien kartographiert. 1810 kam er nach England zurück, wo er kurz nach der Veröffentlichung seines Buches über Australien verstarb. Seine Gebeine waren zuerst verschollen, wurden jedoch 2019 in London gefunden.

## Geologie und Landschaft
Geologisch besteht die Kette aus Gesteinen des Präkambriums, die ein Alter von bis zu einer Milliarde Jahren haben. Geologische Untersuchungen wurden vom australischen Geologen und Polarforscher Sir Douglas Mawson geleitet. Sie erbrachten Hinweise darauf, dass auch Australien im Präkambrium von einer Eiszeit betroffen war, die vielleicht den gesamten Erdball erfasst hatte (Schneeball Erde). Die Ediacara-Hügel sind eine bedeutende Fundstätte präkambrischer Fossilien, der Ediacara-Fauna.
Wichtige Erhebungen sind der Devil’s Peak, Mount Remarkable und St. Mary’s Peak. Die Landschaft ist durch schroffe Mittelgebirgskämme, tiefe Schluchten und sonnenverbrannte Talflächen gekennzeichnet. Die Flinders Ranges gelten als riesiges natürliches Amphitheater. Leicht zu besteigen ist der Mt. Ohlssen Bagge. Der St. Mary Peak mit 1435 m gilt als heiliger Berg und heißt Ngarri Mudlanha, für die Besteigung braucht man einen Tag. Rawnsley Bluff und Pugilist Hill Lookout sind neben Mt. Chambers Gorge weitere Erhebungen. Der Mt. Emily ist mit 707 m die höchste Erhebung der Great Wall of China in SA.
Im Mt. Remarkable-Nationalpark sind zu erwandern der Mt. Remarkable, Hancock's Lookout und Alligator Gorge.

## Flora und Fauna

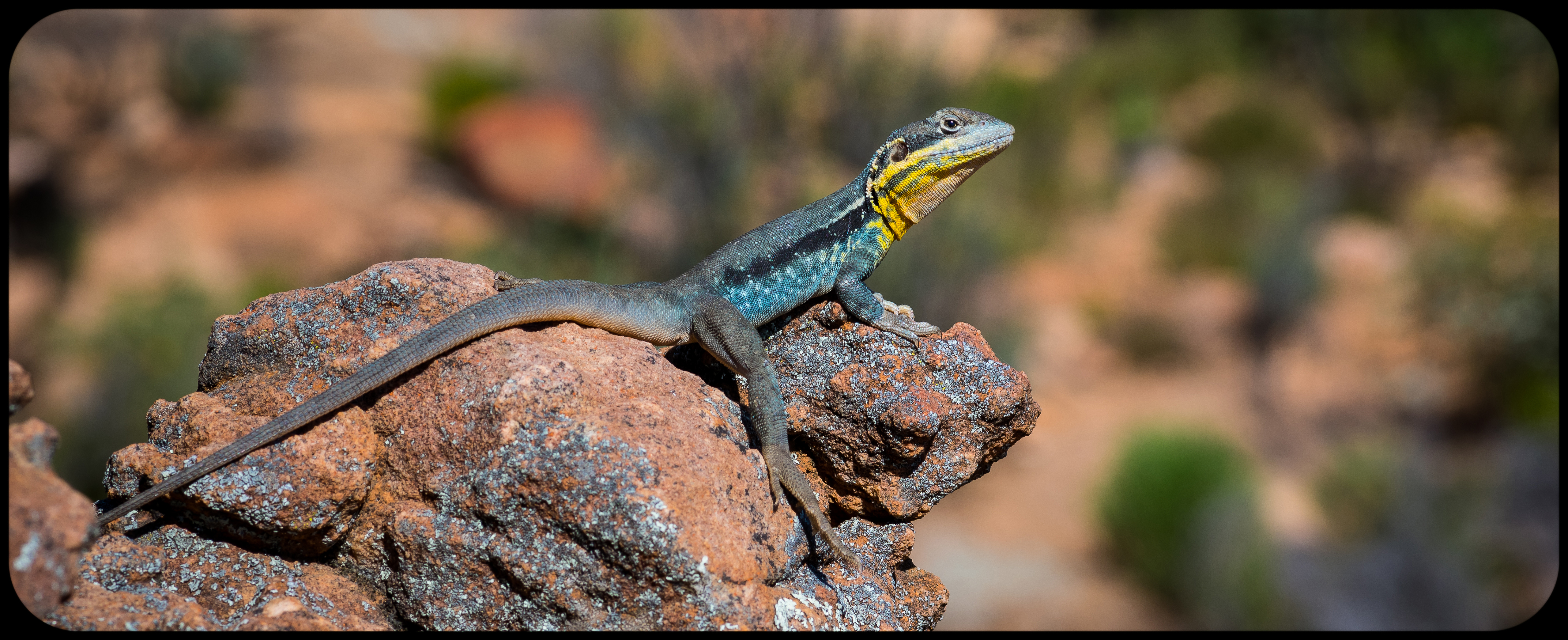
Ctenophorus decresii („tawny dragon“), eine Soldatenagame (aus der Familie der Agamen)

Für die Flora des Parks ist der Rote Eukalyptus typisch. Die gesamte Pflanzenwelt hat sich hervorragend an die unregelmäßigen Regenfälle in der Region angepasst. Die inneren Wände des Wilpena Pound sind mit üppiger Vegetation ausgestattet, die sonst eher im Süden vorkommt. Die geschützte Lage und das mildere Klima machen dies möglich.
33 von 93 in Südaustralien vorkommenden Akazienarten gedeihen in den Flinders Ranges. In den südlichen Flinders ist die Vegetation üppiger, denn die relativ hohen Niederschlagsmengen und das abwechslungsreiche Gelände bescheren der Region eine Pflanzenwelt, die in dieser Vielfalt und Üppigkeit in den Flinders sonst nicht vorkommt. Hier wachsen Kasuarinen und auch Farne und Orchideen.
Etwa 20 Säugetierarten leben in den Flinders, darunter auch die von Menschen eingeführten Ziegen, Kaninchen, Katzen und Füchse, die die Vogel- und Pflanzenwelt schädigen. Diese Tiere werden regelmäßig zum Erhalt der einheimischen Fauna abgeschossen. Unterschiedliche Känguruarten leben in den Flinders Ranges. Auf den offenen Grasebenen sind vorwiegend Rote Riesenkängurus zu Hause. Sie kommen zum Grasen in die feuchteren Täler und lassen sich dabei kaum stören.
Auch die seltenen Gelbfuß-Felskängurus sind in dieser Region beheimatet, denn die Flinders Ranges stellen für diese Känguruart eines der wichtigsten Rückzugsgebiete von ganz Australien dar. In den kühlen Schluchten und an Wasserstellen konzentriert sich die reiche Vogelwelt, sie ist hier mit über 100 Arten zahlreich vertreten. 50 Arten von Reptilien leben ebenfalls in der Region.

## Archäologische Funde
Am Warratyi-Felsüberhang im Norden der Gebirgskette konnten 2016 Spuren menschlicher Aktivität gesichert werden, deren Alter auf 45.000 bis 49.000 Jahre datiert wurde. Der Überhang wurde von einem Zeitpunkt vor etwa 49.000 Jahren zuerst benutzt, er erlebte eine Hochphase der Nutzung um vor 40.000 Jahren und um vor 18.000 Jahren. Vor 35.000 Jahren ist ein vorübergehendes deutliches Nachlassen der Nutzung feststellbar, was auf ein deutlich trockeneres Klima zu jener Zeit hindeutet. Das Datum der Erstbesiedlung liegt rund 10.000 Jahre vor dem bis dahin akzeptierten Datum für die Besiedlung des inneren Australiens. Die Fundstelle hat ebenfalls gezeigt, dass Ocker dort zuerst vor 49.000 bis 46.000 Jahren, Gips vor 40.000 bis 30.000 Jahren, Steinwerkzeuge vor 40.000 bis 38.000 Jahren, Schaftwerkzeuge vor 38.000 bis 35.000 Jahren und verzierte Kunstwerke vor 30.000 bis 24.000 Jahren genutzt wurden. Diese Funde sind die ältesten ihrer Art in Südostasien und Australien und sind jeweils ebenfalls 10.000 Jahre älter als die bisher bekannten Funde. Die Fundstelle zeigt auch, dass die Menschen im Kontakt mit der Megafauna der Region waren, wobei unklar ist, ob sie auf die Jagd gingen oder es sich um Zufallsfunde handelt, die genutzt wurden.